# Kỳ Trung
Kỳ Trung là một xã thuộc huyện Kỳ Anh, tỉnh Hà Tĩnh, Việt Nam.

## Địa lý
Xã Kỳ Trung nằm ở phía tây huyện Kỳ Anh, có vị trí địa lý:
- Phía đông giáp xã Kỳ Khang và xã Kỳ Thọ
- Phía tây giáp xã Kỳ Phong và xã Kỳ Tây
- Phía nam giáp xã Kỳ Tây và xã Kỳ Văn
- Phía bắc giáp xã Kỳ Giang và xã Kỳ Tiến.

## Lịch sử
Xã Kỳ Trung được thành lập năm 2004 trên cơ sở 1.186,20 ha diện tích tự nhiên và 2.095 người của xã Kỳ Văn, 969,70 ha diện tích tự nhiên và 312 người của xã Kỳ Giang, 334,10 ha diện tích tự nhiên của xã Kỳ Tây, 137 ha diện tích tự nhiên của xã Kỳ Tiến và 757,70 ha diện tích tự nhiên của xã Kỳ Phong.
Ngày 17 tháng 7 năm 2019, HĐND tỉnh Hà Tĩnh ban hành Nghị quyết số 157/NQ-HĐND về việc thành lập thôn Trung Sơn trên cơ sở thôn Đông Sơn và thôn Trường Sơn.